# Amaury Bischoff
Amaury Bischoff (Colmar, 31 de março de 1987) é um futebolista francês naturalizado português. Atualmente defende o Clube Desportivo das Aves por empréstimo da Académica de Coimbra, após uma temporada no Arsenal.
Fez carreira nas categorias de base do Werder Bremen, sendo um jogador do qual os alemães esperavam muito. Porém, o Arsenal estava atento e contratou o atleta. Ao chegar ao Arsenal, em julho de 2008, deixou o Werder Bremen, clube onde chegou em 2005, mas onde atuou apenas uma vez pela equipe principal.
O luso-francês, que chegou a jogar pelo sub-18 da seleção francesa, mas que depois optou por representar a seleção portuguesa, joga no meio-campo, podendo jogar no miolo ou caído pela direita.
No início da época 2009/2010 foi contratado pela Académica de Coimbra, tendo sido a meio da época cedido ao Clube Desportivo das Aves por empréstimo.